# 伊法納迪亞納
伊法納迪亞納是馬達加斯加的城鎮，由法土法韋-非圖韋那尼區負責管轄，位於該國東部，海拔高度466米，從事農業和服務業人口分別佔70%和30%，主要農產品有咖啡、稻米、香蕉、豆類和木薯，2001年人口約14,000。
21°18′S 47°38′E / 21.300°S 47.633°E